# Papianilla (moglie di Tonanzio Ferreolo)
Papianilla (fl. V secolo) è stata una nobile romana, imparentata con l'aristocrazia gallo-romana del V secolo.
Fu la moglie del prefetto Tonanzio Ferreolo, ed era imparentata con l'omonima moglie del poeta Gaio Sollio Sidonio Apollinare. Diede alla luce un figlio di nome Tonanzio e almeno altri due figli.